# Histoire de la radio
L'histoire de la radio accompagne l'histoire de la fin du XIXe siècle et celle du XXe siècle, grâce à une suite de découvertes et d'inventions qui, en se complétant, ont abouti aux télécommunications modernes.

## Historique

### Les précurseurs
L'invention de la radio est une œuvre collective, qui part de la découverte des ondes électromagnétiques, de l'invention du télégraphe, et aboutit aux premiers matériels utilisables pour communiquer sans fil.

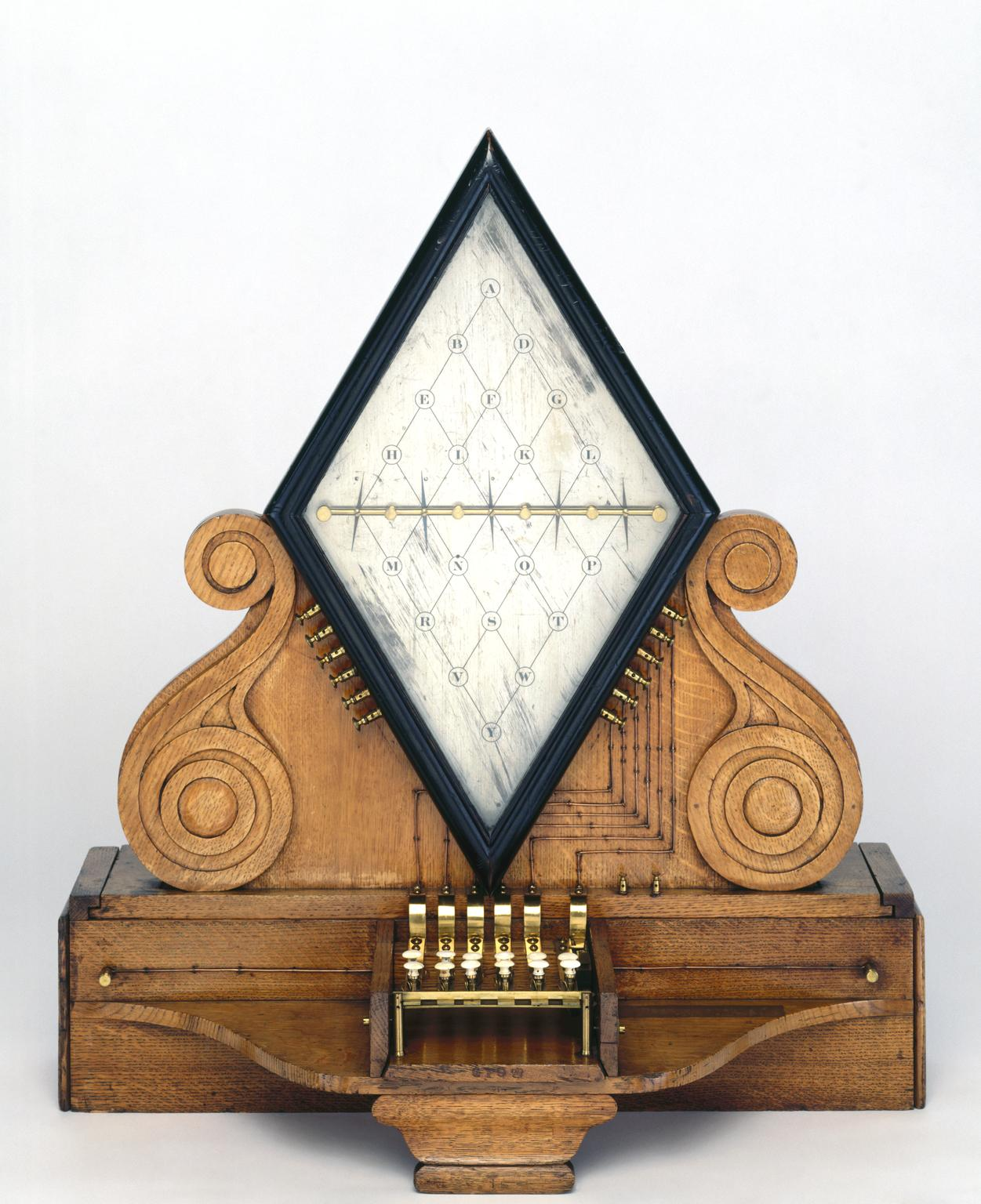
Télégraphe fabriqué en 1837 par Charles Wheatstone et William Fothergill Cooke, © The Board of Trustees of the Science Museum.

- 1837 : Charles Wheastone et William Fothergill Cooke fabriquent le premier télégraphe électrique filaire : le télégraphe de Cooke et Wheatstone[1].
- 1840 : Samuel Morse brevette son télégraphe électrique, son assistant Alfred Vail invente le code dit Morse.

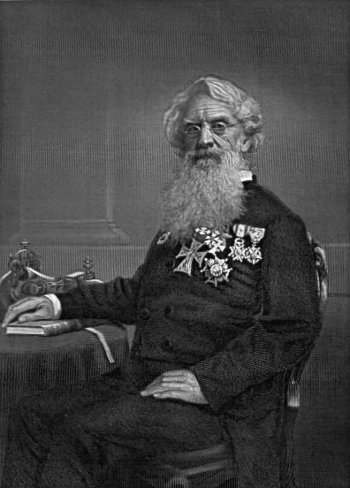
Samuel Morse.

- 1866 : Mahlon Loomis (en) revendique la première transmission sans fil en Virginie.
- 1883 : Thomas Edison invente le tube à vide à deux électrodes ou diode, sans cependant en percevoir les bénéfices ou les usages notamment le redressement du courant alternatif. Edison s'intéressait d'ailleurs beaucoup plus aux utilisations du courant continu dans l'éclairage.
- 1886-1888 : Heinrich Rudolf Hertz met en évidence les ondes radio par le biais de l'expérience de Hertz. Elles seront appelées « ondes hertziennes » en son honneur.
- 1889 : Tesla réalise un générateur hautes fréquences (15 kHz) ; [Information douteuse]
- 1890 : Édouard Branly découvre le principe de la radioconduction et met au point le premier détecteur d'ondes sensible, le radioconducteur, qui prendra le nom de cohéreur contre l'avis de son inventeur. L'origine du mot cohéreur est anglophone et latine ; le verbe 'cohero, -ere', 'to cohere' signifie se rattacher... exactement comme les grains de limaille de fer se rattachaient les uns aux autres dans le radioconducteur.
- 1891 et 1893 : Tesla brevette le système sans fil Tesla (radio télégraphe) et met au point des lampes électroniques froides.
- 1892 : Tivadar Puskás invente le Telefon Hìrmondò qui est techniquement l'ancêtre du concept de journal radio. Le service est lancé le 15 février 1893 après l'enregistrement du brevet en 1892 à l'Office des Brevets de l'Empire austro-hongrois avec l'intitulé « une nouvelle méthode d'organisation et de montage d'un journal téléphonique ».
- 1893 : le professeur Alexandre Popov de Saint-Pétersbourg, découvre le principe de l'antenne qui va permettre des liaisons radio à grande distance. Plus tard il découvre sans y prêter attention la jonction et l'effet d'amplification par semi-conducteurs (environ 40 ans avant la découverte du transistor).

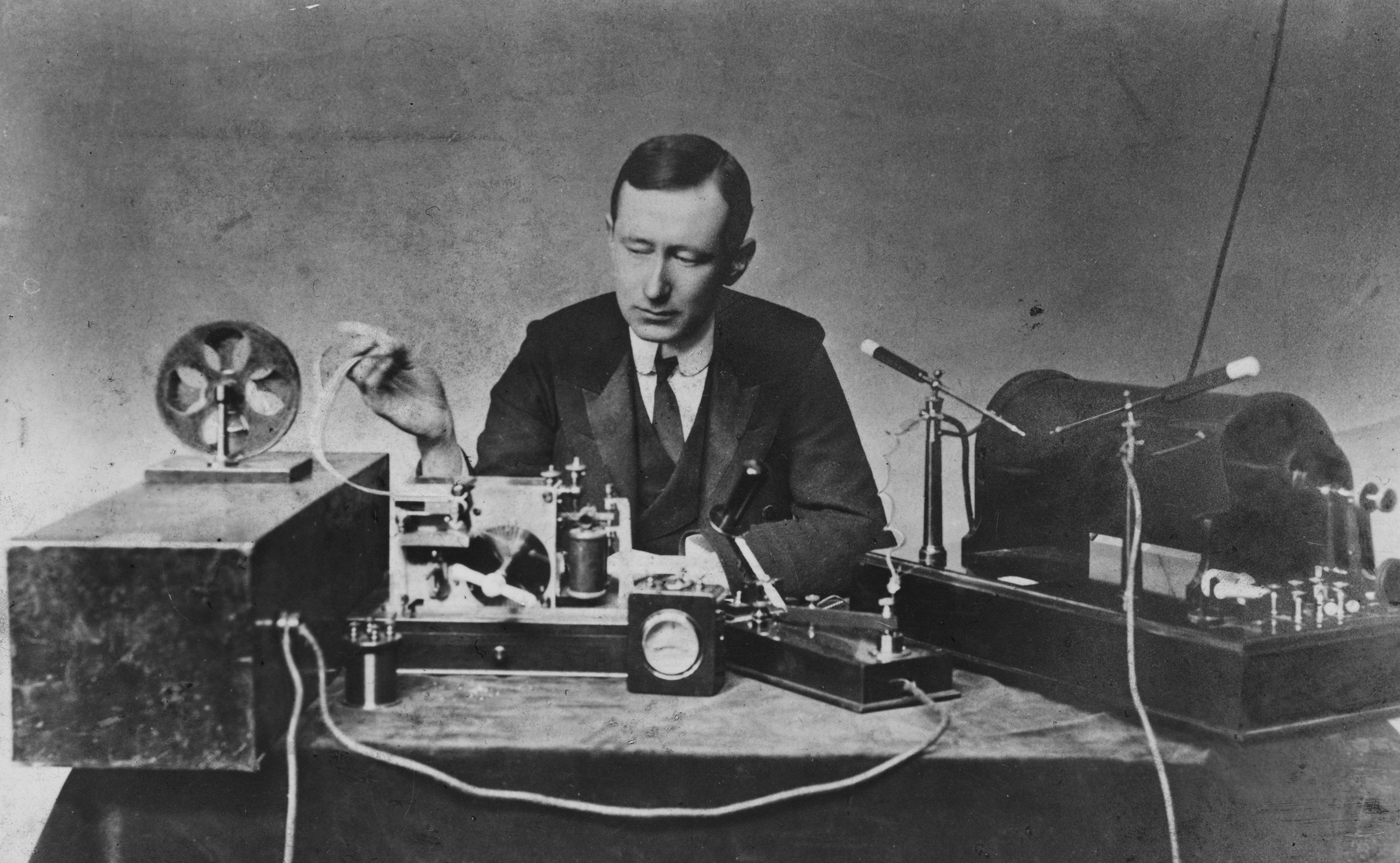
Guglielmo Marconi avec son transmetteur sans fil.

- 1895 : Guglielmo Marconi expérimente les premières liaisons hertziennes à la Villa Griffone en Italie et franchit une étape significative de la télégraphie sans fil à Salvan (Valais) dans les Alpes suisses, durant l'été 1895[2],[3]. Salvan a été reconnu par l'association mondiale des ingénieurs (IEEE)[4] et honoré par l'UIT comme l'un des berceaux des télécommunications en 2008.
- 1897 : Première communication radio en morse sur 14 km par Guglielmo Marconi, en Grande Bretagne[2]. Bien que Guglielmo Marconi ait d'abord été crédité de l'invention de la radio, et que la majorité des gens considèrent qu'il en est l'inventeur aujourd'hui encore, la Cour suprême des États-Unis a annulé en 1943 l'un des 30 brevets de Marconi. Tesla a démontré que les signaux radio sont juste une autre fréquence qui nécessitent un émetteur et un récepteur. Lors d'une présentation devant la National Electric Light Association, Tesla a fait une démonstration de cette technologie. Bien que Tesla ait déposé deux brevets US 645576 et US 649621 en 1897 et en 1904, le US Patent Office a annulé sa décision, attribuant cette découverte à Marconi.
- 1898 :
  - Le 3 août, en présence du ministre de la Marine, le lieutenant de vaisseau Camille Papin Tissot établit la première liaison radio opérationnelle française en mer : 1 800 mètres entre le Borda et le sémaphore du Parc aux Ducs à Brest. Convaincu, le ministre prescrit le 6 août au port de Brest, de financer à Camille Tissot l’achat de matériel pour lui permettre de poursuivre ses essais ;
  - en octobre Eugène Ducretet établit la première liaison télégraphique hertzienne entre la tour Eiffel et le Panthéon de Paris, distant de quatre kilomètres ;
  - le 8 novembre, à Madison Square Garden, Tesla fait la démonstration d'un modèle de bateau radiocommandé.
- 1900 : première transmission de la voix par radio réussie aux États-Unis par Reginald Fessenden
- 1901 : Marconi effectue la première liaison radio transatlantique entre Terre-Neuve et la Cornouailles ;
- 1903 : en France, le capitaine Gustave Ferrié met au point le détecteur électrolytique. Plus sensible que le cohéreur de Branly, il permet l'écoute au casque des messages télégraphiques.
- 1904 : Medora Olive Newel est la première femme connue à transmettre un message en tant qu'opératrice de bord. Dans les années 1900 et 1910, Anna Nevins, Annie Tucker, Graynella Packer et Mabelle Kelso font également figure de pionnières dans les débuts de la radio.
- 24 décembre 1906 : Reginald Fessenden aurait diffusé le premier programme de divertissement radiophonique (mais il n'en existe aucune preuve).
- Le 30 août 1906 : Greenleaf Whittier Pickard déposa un brevet qui fut approuvé le 20 novembre 1906[5] pour un détecteur de cristal plus simple que le détecteur de Gustave Ferrié. Puis avec Dunwoody, Pickard invente le poste à galène, il permet de créer les premiers postes récepteurs de radiodiffusion.
- 1907 : l'Américain Lee De Forest invente la première lampe amplificatrice à cathode chaude (triode) qui sera le départ de toute l'industrie radio-électronique.

### Les premières applications

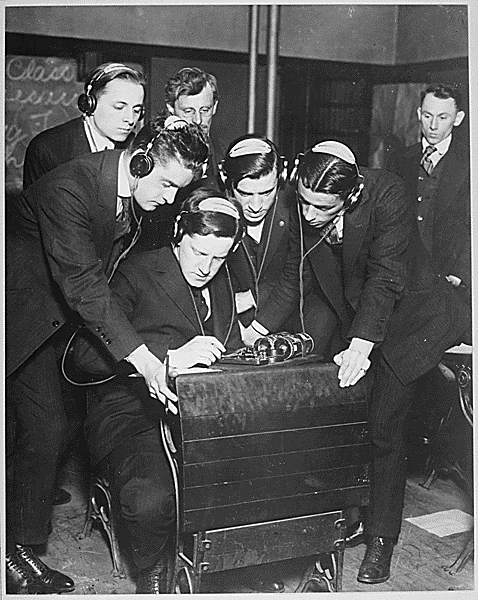
Expérience de radio en 1918 à l'université de New York.

- En 1899, le lieutenant de vaisseau Camille Tissot équipe la Marine nationale de la TSF. Puis la station Ouessant TSF effectue des transmissions sans fil avec la Marine nationale de Brest.
- La première application spectaculaire de la télégraphie sans fil est la sécurité maritime. Dès le début du XXe siècle, les paquebots s'équipent de la radiotélégraphie[6].
- Dès 1904 : la station Ouessant TSF avec l'Indicatif (radio) FFU (station Française Fixe de Ushant), effectue des liaisons radiotélégraphiques[7] sur la longueur d'onde des 600 mètres avec une flotte de 80 paquebots.
- La première liaison commerciale transatlantique fonctionne en 1907 entre l'Irlande et Terre-Neuve.

Deux naufrages célèbres ont montré l'efficacité de la radio:
- en 1909, 920 passagers sont sauvés lors de la collision République-Florida grâce à l'appel en TSF.
- Le Titanic utilise pour la première fois le code SOS en 1912, 700 passagers sont sauvés par le Carpathia[9].

Vers 1913, Les premières bandes radios partagées entre services font leur apparition.

### La TSF

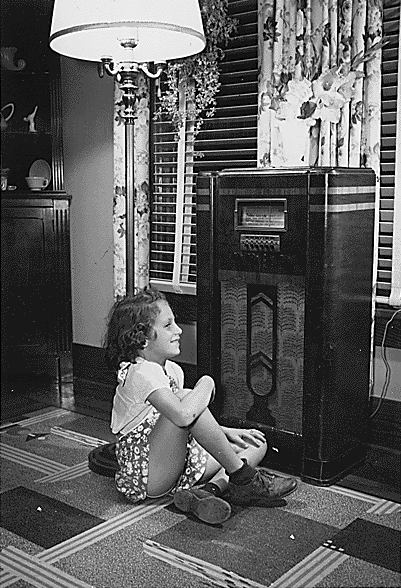
La TSF familiale.

En mai 1914, en Belgique, dans une annexe du château d'Albert Ier à Laeken, une première radio diffuse des émissions de manière régulière, telles que des concerts. Malheureusement la station fut dynamitée sur ordre du roi au début de la guerre, en août, pour éviter qu'elle ne passe aux mains des Allemands,,.
Après la Première Guerre mondiale, en 1918, Telefunken crée une filiale, Transradio, qui entre dans l’histoire en introduisant la transmission duplexée, en 1919. Elle a construit pour les Hollandais à Batavia une grande station, qui fonctionne à puissance réduite. L'Agence de presse Transocean et l'Europa Radio allemandes utilisent la même technologie. Aux États-Unis, Herbert Moore lance le Transradio Press Service, installé à New York. En France, la Compagnie générale de la télégraphie sans fil a des participations dans la Transradio Argentine, qui exploitait les radiocommunications internationales.
En novembre 1919, la station PCGG de la Nederlandse Radio Industry à la Haye diffuse une soirée musicale préalablement annoncée dans les journaux alors qu'en décembre de la même année, la station XWA de la Marconi Wireless Telegraph Company de Montreal qui opère à titre expérimental depuis 1914 ou 1915 commence la diffusion en soirée de programmes de test incluant nouvelles, prévisions météo et musique.
Le 20 mai 1920, une vaste assemblée de la Société Royale du Canada à Ottawa écoute discours, programme de musique et un concert en direct diffusés par la station XWA de Montréal lors d'un grand événement radiophonique longue distance annoncé le matin même dans les journaux et qui fera grand bruit au pays. Plus tard cette même année, les premiers programmes quotidiens de radiodiffusion débutent en Angleterre (Marconi Company), aux États-Unis à Washington, D.C. et Pittsburgh (station KDKA), ainsi qu'en URSS.
En décembre 1921 Radio Tour Eiffel diffuse un premier concert avec un émetteur de 900 W à longueur d'onde de 2 650 m. La BBC est fondée en 1922.
En octobre 1922, la Société française radio-électrique obtient l'autorisation d'effectuer, à titre expérimental, des émissions radiophoniques quotidiennes. À partir du 6 novembre 1922 sont organisés les concerts Radiola qui vont révéler la radiodiffusion au grand public. Les émissions Radiola sont effectuées par le poste radio-électrique de l'usine S.F.R. de Levallois avec une puissance d’émission de 2 kilowatts.
En 1928, la radio est utilisée pour la première fois pour une campagne électorale par le candidat américain Herbert Hoover.
Les premiers autoradios sont apparus dans les années 1930.
La radio FM est inventée en 1933 par Edwin Armstrong. C'est un procédé de radiodiffusion de programmes radiophoniques en modulation de fréquence (ou FM pour Frequency Modulation) dans la gamme des très hautes fréquences (VHF, Very High Frequency). Elle est destinée à être reçue directement par le public et s'applique à la fois à la réception individuelle et à la réception communautaire.
En 1938, Orson Welles diffuse une émission dans un style réaliste mettant en scène une attaque martienne, affolant les auditeurs qui descendent dans la rue selon la presse papier de l'époque. Une affirmation volontairement exagérée dans le but de discréditer les actualités radiophoniques.

### La Seconde Guerre mondiale
Pendant la Seconde Guerre mondiale, les laboratoires des belligérants perfectionnent des applications nouvelles :
- Le radar développé par Allemands, Anglais et Américains, qui n'a pas eu le temps d'avertir le raid aérien : l'attaque de Pearl Harbor.

- La radionavigation, avec la gonio automatique à cadre croisé, le LORAN, le CONSOL puis le Decca.
- Le brouillage radio, appliqué systématiquement sur Radio Londres.
- Le chiffrement, avec la célèbre machine Enigma des sous-mariniers allemands.
- Le talkie-walkie servant aux liaisons radiotéléphoniques tout en se déplaçant à pied.

Des milliers d'émetteurs-récepteurs mobiles équipent chars, avions et commandement. Le problème de l'alimentation en 12 V ou 24 V est résolu par le convertisseur tournant « dynamotor » ou par des convertisseurs à vibreurs et transformateurs.
Les radios servent de support à la propagande, comme la radio du Reich nazi, la Großdeutscher Rundfunk qui s'active dès 1934, tandis que la BBC est écoutée pendant le couvre-feu, et transmet sur Radio Londres des informations codées vers la Résistance :
Deux slogans émis par la BBC :
- « Radio Paris ment, Radio Paris ment, Radio Paris est allemand... », de Pierre Dac ;
- « Ici Londres, les Français parlent aux Français... »

et le fameux « appel du 18 juin 1940 », du général De Gaulle font entrer la radiodiffusion dans l'histoire.
Le 5 janvier 1940, une démonstration de la radio FM devant la FCC (Commission fédérale des communications américaine) fut réalisée pour la première fois.
Le 1er mars 1945, W47NV commença à émettre à Nashville (Tennessee), devenant la première station de radio FM.

### Les années 1950

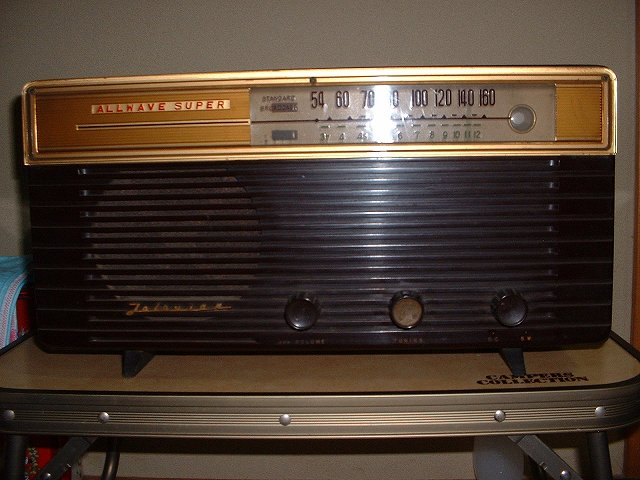
Radio 1950.

Tandis que des milliers d'émetteurs et de récepteurs militaires déclassés permettent aux radioamateurs de s'équiper dans les « surplus », avec les « Fug » allemands et les « command set » américains, la radio se développe et le récepteur grand public se standardise :
Le récepteur « toutes ondes » couvrant GO, PO et OC 
(voire BE) est dans toutes les familles. C'est un superhétérodyne à 5 ou 6 tubes dont un « œil magique » pour l'accord des stations, avec un cadre orientable interne, et une entrée « pick-up » pour écouter les premiers microsillons. Un cadran lumineux indique les noms des stations en clair comme Radio Paris, Paris Inter, BBC, Radio-Luxembourg, etc., tandis qu'une aiguille désigne la station sélectionnée. Les commandes se font plus sophistiqués avec des contrôles de tonalité et la sélection de la gamme d'onde par clavier. L'apparition de matières plastiques modernes permet la réalisation de postes à l'aspect plus travaillé en association au bois dans un premier temps, avant de définitivement supplanter celui-ci, proposant toujours davantage de formes (rondes ou anguleuses) et de coloris divers (ivoire, bordeaux, rouge corail, bleu, vert pistache ou gris anthracite).
Les récepteurs « tous courants », sans transformateurs, sont plus légers et surtout, grâce à un jeu de tubes spéciaux à filament en série, peuvent être alimentés en 110 V continu : n'ayant pas de lourd transformateur d'alimentation, ces appareils sont reliés directement au secteur et fonctionnent tout aussi bien en courant alternatif qu'en courant continu : plus petits, plus légers, et surtout de plus faible prix de revient, ils sont très répandus (à noter que ces récepteurs ont nécessairement la masse du châssis intérieur reliée à l'une des bornes du secteur 110 V, d'où un risque de décharge électrique désagréable ou pire si l'on ouvrait l'appareil et touchait le châssis en cours de fonctionnement..). Certains quartiers de Paris ont encore, en 1950, un secteur en courant continu.
Les tubes tout en verre et de faibles dimensions (Rimlock, Miniature, et Noval) remplacent les tubes plus volumineux d'avant-guerre (Octal, Transcontinental, et Américain). Les premiers autoradios à tubes grand public apparaissent, avec des mémoires mécaniques de stations et présélection par clavier. Apparaissent également sur le marché des récepteurs portatifs à tubes pouvant fonctionner sur piles ou batteries avec des tubes nécessitant de faibles tension anodique et de chauffage, prémices des futurs récepteurs portatifs à transistors qui leur succéderont plus tard.
Après la Seconde Guerre mondiale, la radiodiffusion FM a été introduite en Allemagne. Lors d'une réunion à Copenhague en 1948, un nouveau plan d'occupation des longueurs d'onde radio fut mis en place pour l'Europe. En raison de la récente guerre, l’Allemagne (qui n’existait pas en tant qu’État et n’a donc pas été invitée) n’a reçu qu’un petit nombre de fréquences d’ondes moyennes, peu adaptées à la radiodiffusion. C'est pour cette raison que l'Allemagne a commencé à émettre sur UKW ("Ultrakurzwelle", c'est-à-dire ondes ultra courtes, aujourd'hui appelées VHF), ce qui n'était pas couvert par le plan de Copenhague. Après une certaine expérience de modulation d'amplitude (AM) avec la VHF, il a été réalisé que la modulation FM était une bien meilleure alternative à la radio VHF que l'AM. En raison de cette histoire, la radio FM est encore appelée « UKW Radio » en Allemagne. D'autres pays européens ont suivi un peu plus tard, lorsque la qualité sonore supérieure de la FM et la possibilité de diffuser beaucoup plus de stations locales en raison de la portée plus limitée des émissions VHF ont été réalisées.[réf. souhaitée]

### Le transistor

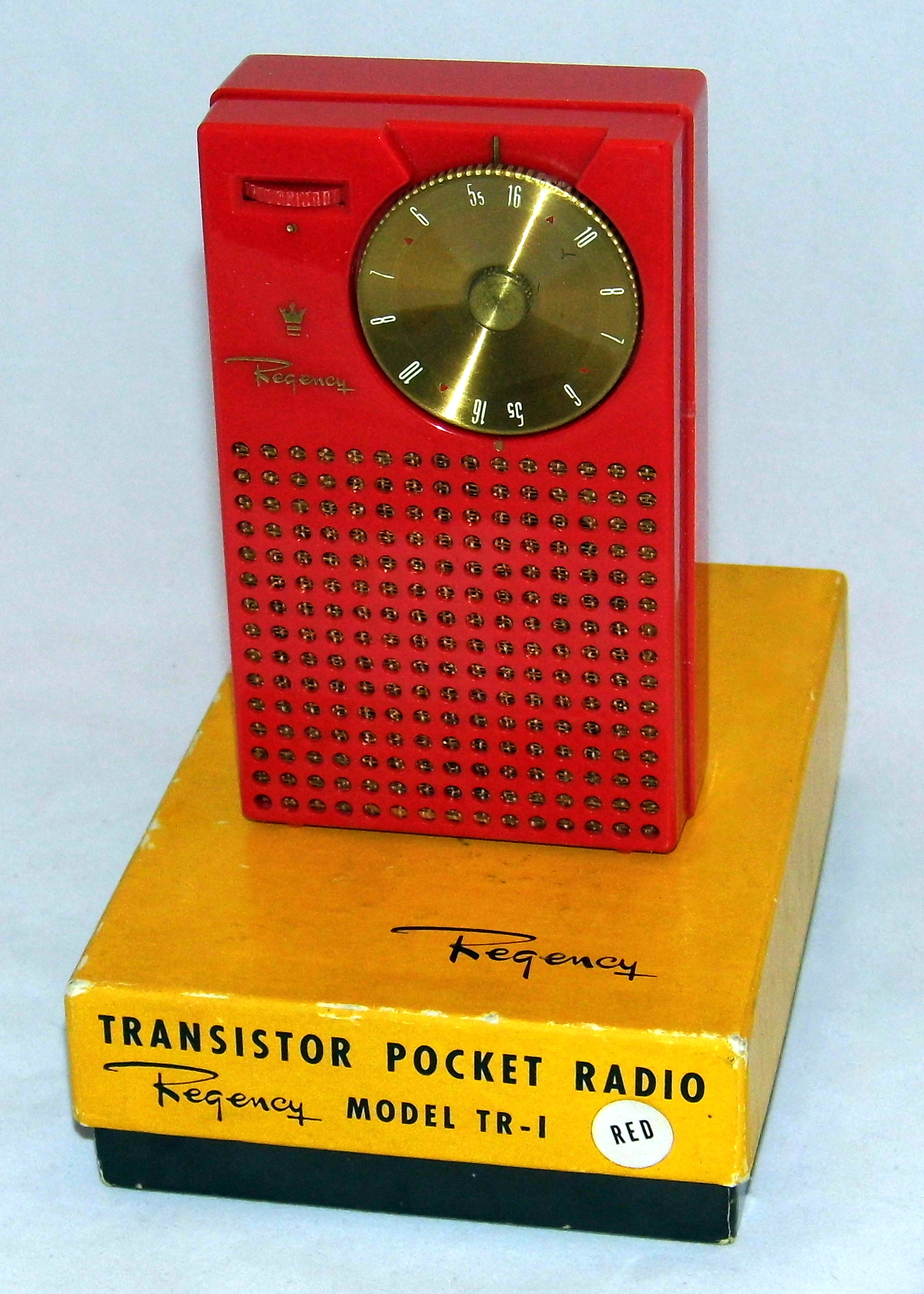
« Transistor radio » Regency TR-1 de 1954

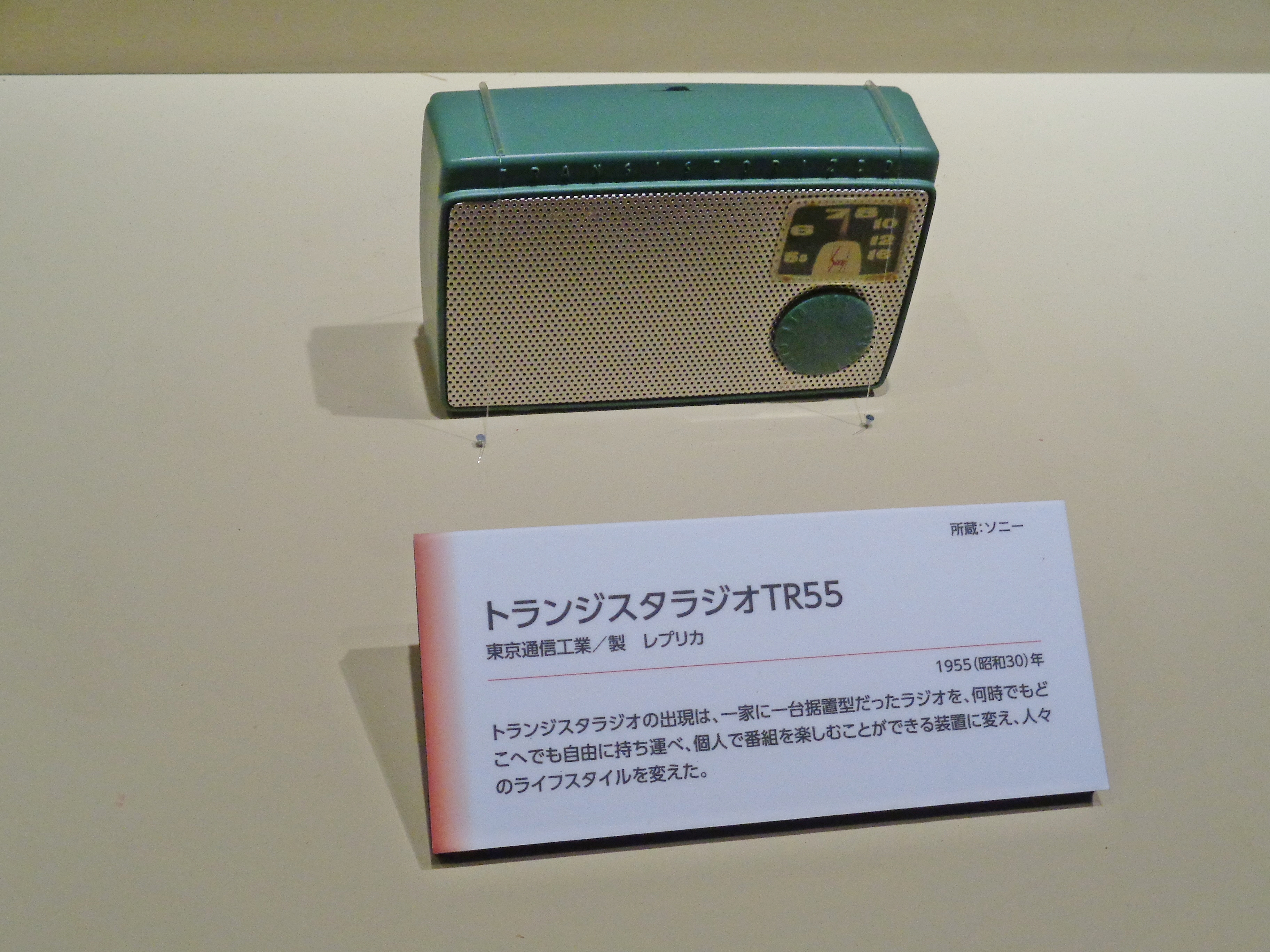
« Transistor radio » TR-55 de sony de 1955

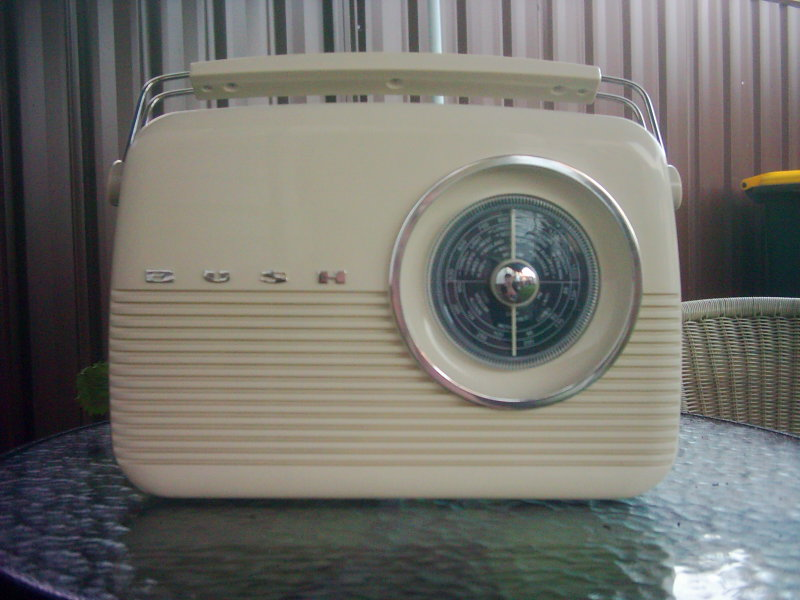
Bush Radio TR82 de 1959

Après le développement de la technologie des Semi-conducteurs, le Transistor bipolaire a conduit au développement du poste à transistor. En 1954 débute la fabrication des premiers transistors bipolaires en silicium par Gordon Teal de Texas Instruments (Dallas). Les premiers postes à transistor sont également apparus à partir de 1954, vite appelés « transistors », permettent d'écouter la radio partout, en vacances, dans la rue, sur la plage, en « surboum », la radio n'est plus familiale mais individuelle.
En mai 1954, Texas Instruments, auparavant producteur d’instruments pour l’industrie pétrolière et de dispositifs de localisation pour la marine américaine, était à la recherche d’un fabricant de radio établi pour développer et commercialiser une radio en utilisant leurs transistors. Aucun grand fabricant de poste radio à tube, y compris RCA, Philco et Emerson, n’était intéressé. Ed Tudor, le président de Industrial Development Engineering Associates (I.D.E.A), un constructeur d’amplificateurs d’antennes domestiques, a sauté sur l’occasion pour fabriquer la première radio à transistor de poche commercialisée, prévoyant que les ventes des radios à transistors seraient de « 20 millions de radios dans trois ans. »,.
La division Regency d’I.D.E.A a annoncé le Regency TR-1, alimenté par une « batterie standard 22,5 V » le 18 octobre 1954 et l’a mis en vente en novembre 1954.
En 1955, la société japonaise Tōkyō Tsūshin Kōgyō, qui prend comme nouvelle désignation de marque Sony, a présenté sa première radio transistorisée, le TR-55. Il était assez petit pour tenir dans une poche de gilet, alimenté par une petite batterie.
En 1957, Sony lance le TR-63, la première radio à transistor produite en série, ce qui entraîne la pénétration sur le marché de masse des radios à transistors. Au cours des 20 prochaines années, Les transistors ont remplacé presque complètement les tubes, sauf pour les transmetteur de haute puissance.
Au milieu des années 1960, la Radio Corporation of America (RCA) utilisait des Transistor à effet de champ à grille métal-oxyde (MOSFET) dans ses produits de consommation, notamment la radio FM, la télévision et amplificateurs.
Dans le monde professionnel, le transistor remplace d'abord progressivement les tubes, puis ouvre de nouveaux horizons : circuits intégrés, mobile, etc. L'histoire de la radio devient la radio moderne.

## Pour compléter